# Ángel Castro y Argiz
Ángel María Bautista Castro y Argiz (Láncara, 5 dicembre 1875 – Birán, 21 ottobre 1956) è stato un militare spagnolo.
Fu il padre dei leader cubani Raúl Castro e Fidel Castro, che è stato il primo principale fautore della Rivoluzione Cubana e Líder máximo del paese per circa cinquant'anni. 

## Biografia
Ángel era figlio di Manuel de Castro y Núñez (c. 1853 - 12 giugno 1903), un agricoltore spagnolo originario della cittadina di Láncara, nella Galizia centrale, e di Antonia Argiz y Fernández (1857 - 1887), sposati il 16 agosto 1873.

### Gioventù e immigrazione a Cuba

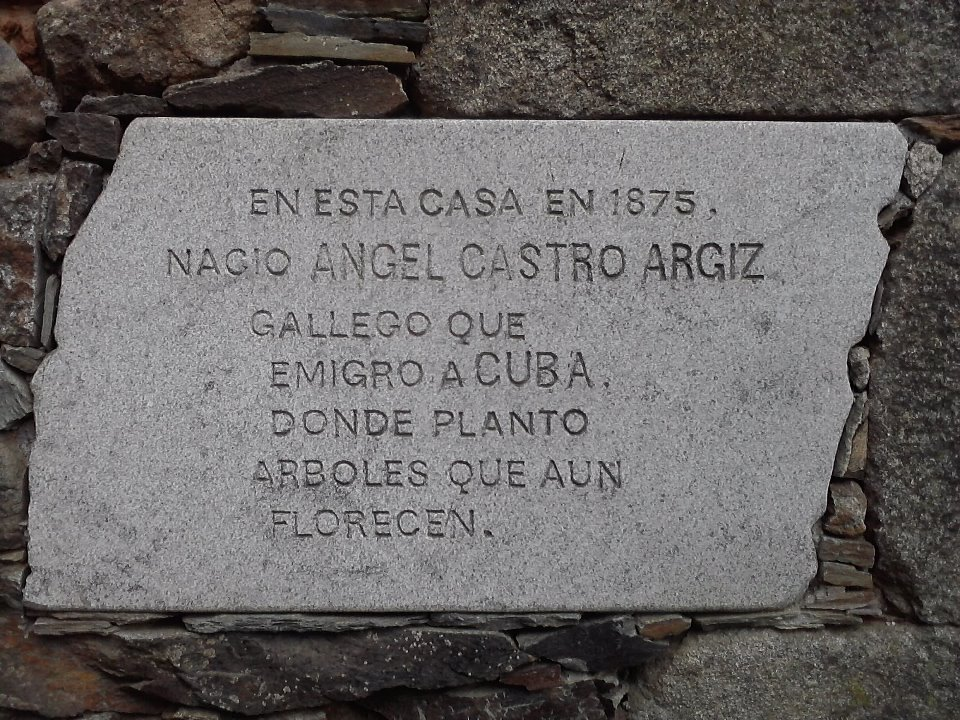
Targa commemorativa che si può ammirare presso la casa dove nacque Angel Castro

Nato in Galizia, in una casa di campagna costruita in pietra grezza, abitazioni tipiche dei contadini poveri della Spagna di quel tempo, all'età di sedici o diciassette anni fu reclutato presso l'esercito spagnolo per combattere nella Seconda Guerra d'Indipendenza Cubana. Fu collocato nella linea difensiva militare tra Júcaro e Morón. La figlia Juanita sostiene invece che il padre fosse stato uno dei tanti immigrati per necessità economiche e lavorative che lasciarono la Spagna per cercare di migliorare le proprie condizioni. 
A seguito della sconfitta della Spagna tornò nel suo paese natale nel 1898, facendo tuttavia ritorno a Cuba sbarcando a L'Avana nel 1905. In questi anni lavorò come operaio per la American Fruit Company, nelle province orientali. A quel tempo le piantagioni erano diffuse in tutto il territorio cubano ed i lavoratori erano assunti per ricavare legno massiccio dalle foreste e per coltivare le canne da zucchero. Castro, con molta intraprendenza, assunse alcuni di questi lavoratori per compiere questo genere di lavoro, arrivando a contare circa 300 uomini che lavoravano sotto le sue dipendenze. I suoi affari prosperarono ed egli fu capace di comprare ed affittare fino ad 11.000 ettari di terreno che rendevano legname di pino, canne da zucchero ed era anche spazio adibito all'allevamento di bestiame, nel nord della provincia Oriente di Cuba. 

### Vita matrimoniale e familiare
Ángel Castro y Argiz si sposò il 25 marzo 1911 con María Argota y Reyes dalla quale ebbe cinque figli: Manuel Castro Argota (1913 – 1914), María Lila Perfidia (Lidia) Castro Argota (1913 - 1991), Pedro Emilio Castro Argota (1914 - 1992), Antonia María Dolores Castro Argota (1915 - ?) e Georgina de la Caridad Castro Argota (1918 - ?).
Il 26 aprile 1943, dopo il naufragare del primo matrimonio, si sposò con la cuoca Lina Ruz González (23 settembre 1903 - 6 agosto 1963), figlia di Francisco Ruz Vázquez  (1874 - 1961) e di Dominga González Ramos, che gli aveva già dato ben sette figli: 
- Ángela María Castro Ruz (2 aprile 1923 - 28 febbraio 2012),
- Ramón Eusebio Castro Ruz (14 ottobre 1924 - 23 febbraio 2016)
- Fidel Alejandro Castro Ruz (13 agosto 1926 - 25 novembre 2016)
- Raúl Modesto Castro Ruz (3 giugno 1931)
- Juana de la Caridad (Juanita) Castro Ruz (6 maggio 1933 - 4 dicembre 2023)
- Enma de la Concepción Castro Ruz (2 gennaio 1935)
- Agustina del Carmen Castro Ruz (28 agosto 1938 - 26 marzo 2017)

Ángel Castro y Argiz ebbe anche un altro figlio, Martin Castro, (1930 - 2017) avuto dalla bracciante Generosa Mendoza.

### Morte
Ángel Castro y Argiz morì nella città di Birán 42 giorni prima dell'arrivo a Los Cayuelos del figlio Fidel, il 21 ottobre 1956, a causa di un'emorragia intestinale. Aveva ottant'anni. 
Quando gli venne comunicato della morte del padre Fidel Castro ricevette la notizia in uno stoico silenzio.